# Pontifikál
Pontifikál, celým názvem římský pontifikál (latinsky Pontificale Romanum), je liturgická kniha římského ritu pro obřady vedené biskupem kromě mší, tedy například pro biřmování, svěcení kněží či kostelů a žehnání, jakož i pro konání kanonických vizitací a podobně. V případech stanovených kanonickým právem může pontifikál používat také jiný ordinář, i když není biskupem (například apoštolský prefekt nebo opat). První pontifikály vznikly koncem 9. století. Pod názvem Pontificale Romanum vydal pontifikál poprvé papež Klement VIII. v roce 1596. Obdobou pontifikálu ve východních církvích je archieratikon.
Až do roku 1965 byla chybně označována jako Pontificale Romanum i jedna z nejstarších liturgických knih dochovaných v českých zemích Kroměřížský sakramentář.